# Маруся Богуславка
Маруся Богуславка — легендарна героїня українського фольклору XVI та XVII ст., яка, за переказами, народилась у Богуславі. Подібно до Насті Лісовської (Роксолани), Богуславку взяли у полон турки і віддали до гарему турецького султана. Відома козацька дума цього періоду оповідає історію, як Маруся піднімається до такого рівня, що її турецький власник залишає з ключами від його замку і темниці. Вона використовує можливість звільнити 700 українських козаків-невільників, які перебували в полоні протягом 30 невільних (за іншими варіантами думи 33) років. Та вона не повертається з ними додому, а залишається у гаремі, оскільки це стало єдиним способом життя, до якого вона звикла. Маруся символізує тих, хто залишає Україну, але все ще має сильне єднання з землею свого походження.

## Походження та примітки
Записано в першій половині 50-х років XIX ст. від кобзаря Ригоренка з села Краснокутськ, надруковано в «Записках о Южной Руси» (т. І, стор. 210—214).
Відомо більше двадцяти п'яти варіантів думи, записаних з 1850 по 1932 роки. Дума багато разів досліджувалася та широко використовувалася в літературі. Тарас Шевченко передрукував її в своєму букварі; Михайло Старицький на основі цього народного твору написав драму «Маруся Богуславка»; український радянський композитор Анатолій Свєчніков написав балет «Маруся Богуславка».
У думі знайшли відображення високі патріотичні почуття, глибока віра народу в своє визволення від турецького ярма. Відзначається дума довершеністю художньої форми. В змалюванні картин турецької неволі і визволення невільників вона має багато спільного з думою «Іван Богуславець» і невільницькими плачами.

## Вшанування пам'яті
Марусі Богуславці встановлено пам'ятник у Богуславі на місці, де за переказами, стояла хата її батька-священика, у 1981 році, автор  В. Богдановський.
На честь Марусі Богуславки названо пластовий курінь УПЮ число 46 імені Марусі Богуславки.

### У літературі
- «Маруся Богуславка» (історична драма) — Нечуй-Левицький Іван Семенович (1875);
- «Маруся Богуславка. Староруська поема (1620—1621)» — Куліш Пантелеймон Олександрович (1899);
- «Маруся Богуславка» (оповідання) — Веретельник Андрій (1902);
- «Маруся Богуславка» (роман) — Багряний Іван (1957);
- «Маруся Богуславка» (повість) — Марія Пригара;
- «Маруся Богуславка» (історичний роман у віршах) — Микола Тютюнник (2007).

### У музиці
- «Маруся Богуславка» (балет, лібрето В. Чаговця) — Свєчніков Анатолій Григорович (1951); Лібрето балету Маруся Богуславка написане Наталією Михайлівною Скорульською за консультативною участю Всеволода Чаговця[2].
- «Маруся Богуславка» — Фоменко Микола Олександрович;

### У драматургії
- «Маруся Богуславка» — Старицький Михайло Петрович (1899);

### У мистецтві
Серед художників до цього образу зверталися: Дерегус М. Г., Скирда Ю. А. та ін.

### У кінематографі
- «Маруся Богуславка» (режисер Василенко Н. К., «Київнаукфільм», 1966);